# Slave to Love – Sklavinnen der Lust
Slave to Love – Sklavinnen der Lust ist ein kanadisch-tschechischer Sexploitationfilm aus dem Jahr 2001. Regie und Produktion führte Lloyd A. Simandl.

## Handlung
Infolge einer Apokalypse zerbricht die gesellschaftliche Ordnung in Krieg und Sklaverei. Staaten gehen unter und werden durch feudale lokale und regionale Herrschaftsstrukturen ersetzt, die eigene neue Gesellschaftsordnungen etablieren. Eine davon ist die diktatorisch geführte Idaho Föderation (IF), die mit Sklavenjagden und Minenarbeit wirtschaftet.
20 Jahre nach der Apokalypse überfällt die IF ein Dorf und nimmt mehrere junge Frauen gefangen. Nach einer tagelangen Fahrt in einem eskortierten Transporter werden die Mädchen in eine Mine der IF gebracht. Dort werden sie selektiert, um entweder in andere Territorien gebracht zu werden, in den Minen zu arbeiten oder als Leib- und Liebessklavinnen der Kommandantin des Stützpunktes zu dienen. So ergeht es auch Paula, die der Kommandantin dienen muss.
Die IF ist mit Angriffen von Rebellen konfrontiert, die ihre Gefangenentransporte überfallen; es fehlt an Soldaten und Arbeitern in den Minen, wo nach Smaragden gesucht wird – da die IF keine potenziellen Aufstände in den Minen heraufbeschwören will, erledigen ausschließlich weibliche Sklaven die schwere körperliche Arbeit. Die Kommandantin will mithilfe des habgierigen Yudo, der ihr als Spion dient, die Rebellen aufspüren und beseitigen. Paula ihrerseits will die Machtverhältnisse ändern und sich durch Verrat und Intrigen langfristig selbst an die Spitze des Systems setzen. Sie findet heraus, dass die Kommandantin durch eine Sklavin und die IF-Vorarbeiterin betrogen wird, die einen Teil der Smaragde aus der Mine abzweigen. Daraufhin erdrosselt Paula die Vorarbeiterin und nimmt ihre Stellung ein. Paula hält das Sklavensystem selbst aufrecht und hofft das Vertrauen der Kommandantin zu gewinnen, um in die Machtposition zu gelangen sie letztlich hintergehen zu können. So zweigt sie etwa mittels der Diebslavin selbst Smaragde ab, ohne dabei den Verdacht der Kommandantin zu erregen.
Paula enttarnt, dass Yudo sowohl die Rebellen als auch die Kommandantin hintergehen will, um die Mine an sich zu reißen und lässt all ihre Konkurrenten sich gegenseitig beseitigen. Scheinbar am Ziel angekommen, wird sie am Ende des Films  letztlich selbst zum Opfer eines Attentats durch eine weitere Gesinnungsgenossin.

## Wissenswertes
Teile der Aufnahmen des Films wurden aus dem zuvor gedrehten Film Rage of the Innocents verwendet, darunter Szenen mit Kira Reed als Kommandantin und Eva Decastelo als einer ihrer Gespielinnen. Beide sind im Abspann nicht erwähnt. Die IMDb-Listen nennen Kira Reed, Klara Hlouska und David O’Kelly als in beiden Filmen auftretende Schauspieler; in der Liste zu „Slave to Love“ fehlt Eva Decastelo